# Economía sumergida

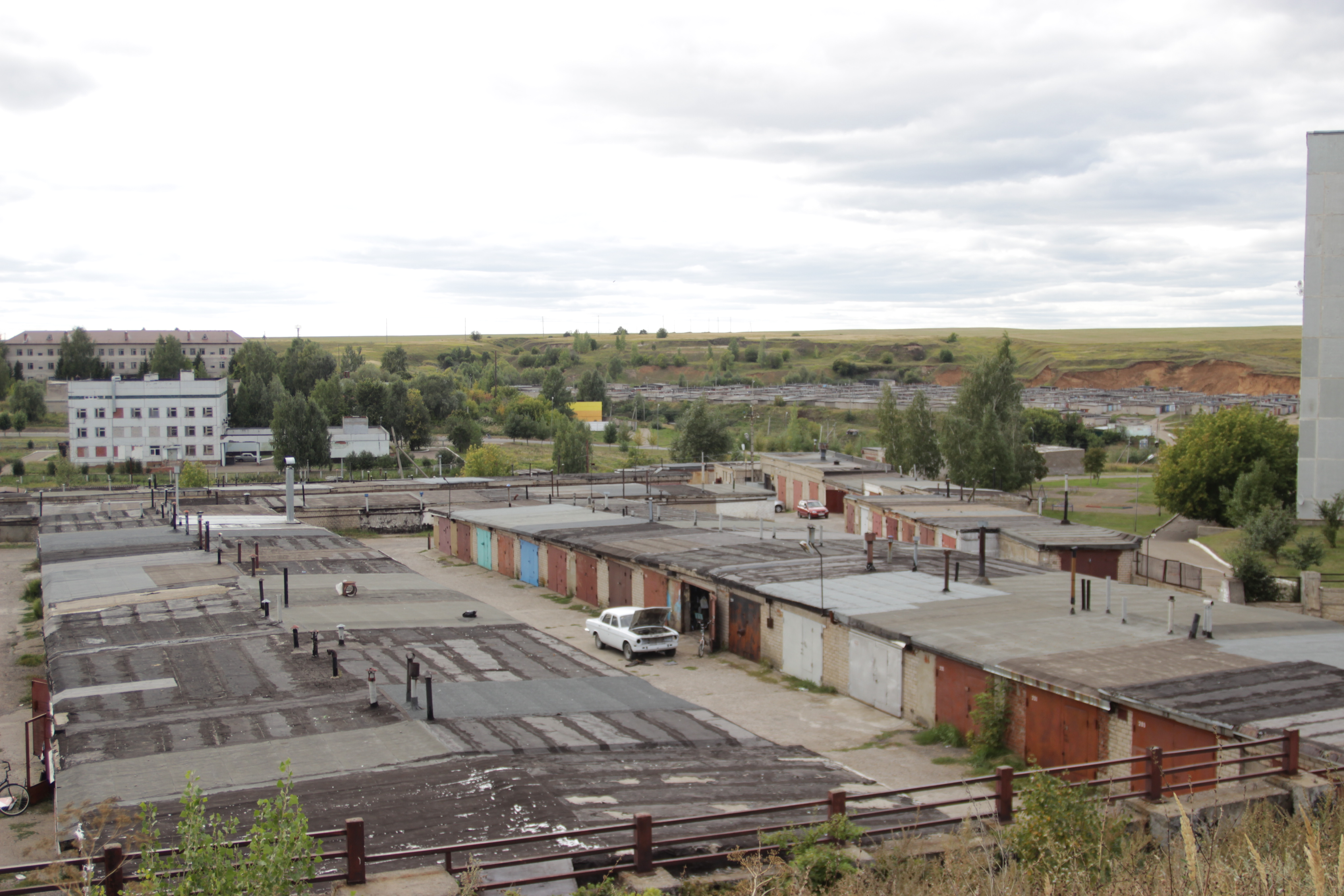
Una de las manifestaciones más comunes de las economías de sombras son las empresas de garaje

La economía sumergida es el conjunto de actividades económicas no declaradas que escapan del control de la Administración y de las estadísticas oficiales. Comprende la suma de la economía informal y la economía ilegal. La economía informal, también llamada irregular, es actividad económica legal aunque oculta a efectos registrales por razones de elusión fiscal o de control administrativo. La economía ilegal, por el contrario, lo es por su propia naturaleza, por ejemplo, el narcotráfico y la prostitución. Ambas actividades, economía informal y economía ilegal permiten la acumulación de dinero negro que posteriormente tiene que ser lavado.

## Economía sumergida y cálculo del PIB
El producto interior bruto se estima estadísticamente. En su elaboración se tienen en cuenta la totalidad de las actividades económicas desarrolladas, lo que incluye la producción sumergida que se transforma en renta nacional y acaba integrándose en la demanda agregada. Otra cosa distinta es que las autoridades estadísticas identifiquen el peso de alguna parte de la economía sumergida en su estimación del PIB para, a continuación, enjuiciar si es o no adecuado y justificar así un ajuste discrecional al alza o a la baja, con o sin amparo de las normas contables internacionales que haya al respecto a

## Economía informal y economía ilegal
La economía sumergida, también conocida a veces como economía subterránea, abarca dos áreas:
- Economía informal o irregular, cuya regularización constituye el grueso del trabajo de cuerpos funcionariales como los de Inspectores de Hacienda e Inspectores de Trabajo.
- Economía ilegal, cuya represión es competencia, sobre todo, de los órganos de la Justicia, la Policía, etc., y organismos intergubernamentales especializados, como el Grupo de Acción Financiera Internacional (GAFI), de la OCDE, que centra su trabajo en materia de blanqueo de capitales, narcotráfico, tráfico de armas, crimen organizado y terrorismo.

También conocida como economía negra dentro de la economía de colores, que está relacionada con las actividades ilegales que de manera indirecta ingresan a la economía como generadoras de ingresos y flujos de efectivo en la economía.

## Medidas para reducir y eliminar la economía sumergida
Además de la persecución de delitos derivados del incumplimiento de la legislación relativa a impuestos, declaración de patrimonio y otros actos delictivos, en la lucha contra la economía sumergida se adoptan medidas contra el fraude bancario, la eliminación de los paraísos fiscales o la colaboración de los países para que no sean calificados como tales. Otra medida es la eliminación de billetes de gran valor e incluso se está avanzando en eliminación de los pagos en efectivo mediante el establecimiento de límites en los pagos. Aparte de esto, algunos países incentivan la colaboración ciudadana para detectar infracciones fiscales ofreciendo recompensas a aquellos que ayuden a descubrirlas.